# Smashwords
Smashwords Inc, basée à Los Gatos en Californie est une plateforme d'auto-édition de livres électroniques. L'entreprise, fondée par Mark Coker, a commencé ses activités en 2008 et est rachetée par Draft2Digital LLC en 2022.
Les auteurs et les éditeurs indépendants téléchargent leurs manuscrits sous forme de fichiers électroniques vers le service qui les convertit en plusieurs formats de livres électroniques pour différents appareils. Une fois publiés, les livres sont mis en vente en ligne à un prix fixé par l'auteur ou l'éditeur indépendant.

## Histoire
Mark Coker commence à travailler sur Smashwords en 2005 et lance officiellement le site web en mai 2008. Au cours des sept premiers mois de son lancement, le site publie 140 livres. En raison des faibles bénéfices initiaux, l'entreprise est passée à un modèle de distribution offrant aux détaillants une commission de 30 % en échange d'un espace de stockage numérique. Smashwords réalise des bénéfices en 2010 et distribue certains de ses livres via Apple, Barnes & Noble, Kobo, Sony et KDP, le site de publication d'e-books d'Amazon.com,.
En 2012, Smashwords annonce un partenariat avec 3M Cloud Library, qui permettrait aux livres de ses auteurs d'être disponibles dans les bibliothèques et qu'il avait atteint environ 127 000 titres de 44 000 auteurs,.
En créant Smashwords en 2008, l'objectif de Mark Cook est d'utiliser la technologie pour démocratiser l'édition, en permettant aux écrivains de s'adresser directement aux lecteurs sans avoir à traiter avec des gardiens tels que les agents et les éditeurs. Conformément à cette mission, Smashwords ne procède à aucune sélection éditoriale. Les seuls livres électroniques que l'entreprise rejette sont ceux qui contiennent du plagiat, du contenu illégal ou une incitation au racisme, à l'homophobie ou à la violence.
Smashwords n'utilise pas de système de gestion des droits numériques.